# Balaena
Balaena es un género de cetáceo perteneciente a la familia Balaenidae. Balaena es en la actualidad un género monotípico, ya que solo abarca a una única especie viva, la ballena boreal (B. mysticetus). Fue descrito inicialmente descrito en 1758 por Carlos Linneo, quien por entonces consideró a las ballenas francas (y a la boreal) como una sola especie. Históricamente, tanto la familia Balaenidae como el género Balaena fueron conocidos por el nombre común de "ballenas francas", aunque luego se les denominó como ballenas boreales.
A través de la historia, la familia Balaenidae ha sido sujeto de un gran debate taxonómico. Los especialistas ha recategorizado repetidamente a las tres poblaciones de ballenas francas y la ballena boreal como una, dos, tres o cuatro especies, bien en un solo género o en dos géneros separados. En los primeros días de la caza de ballenas, se pensaba que todas formaban una sola especie, Balaena mysticetus. Eventualmente se reconoció que las ballenas boreales y las francas eran de hecho diferentes. Más tarde, los factores morfológicos como diferencias craneales en las ballenas francas del sur y del norte indicaron que había dos especies de ballena franca, una del Hemisferio Norte y otra en el del Sur. Incluso ya en 1998, Dale Rice, en su comprehensiva y por lo demás autorizada clasificación, Marine mammals of the world: systematics and distribution, solo registró a dos especies: Balaena glacialis (la ballena franca) y Balaena mysticetus (la boreal).
Los estudios del ADN realizados por Rosenbaum en 2000, y por Churchill en 2007 finalmente proveyeron evidencia clara de que hay tres especies vivas de ballenas francas que conforman un linaje filogenético, distinto del de la boreal, y que las ballenas francas y boreales deben ser clasificadas en dos géneros distintos. Las ballenas francas ahora se clasifican en el género Eubalaena.

El registro fósil de Balaena, que data desde el Mioceno tardío, abarca a diez especies conocidas de hallazgos realizados en Europa, Norteamérica y Suramérica. Los géneros Balena, descrito por Scopoli en 1777, y Leiobalaena, descrito por Eschricht en 1849, son sinónimos menores de Balaena.

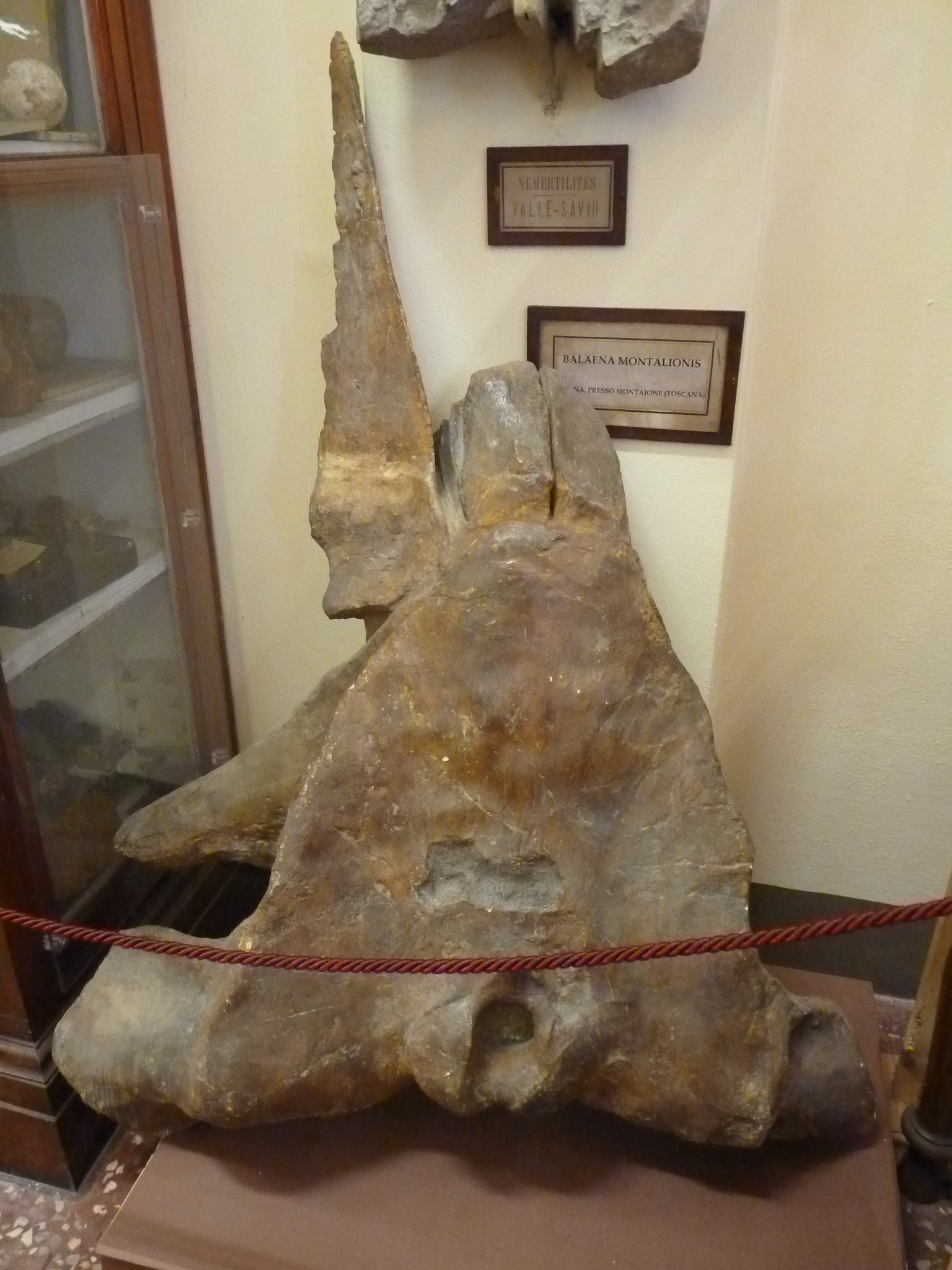
Balaena montalionis.

## Taxonomía
- Balaena
  - Balaena affinis † (Plioceno; Formación Red Crag, Reino Unido)
  - Balaena arcuata † (Mioceno/Plioceno; Bélgica)
  - Balaena dubusi † (Mioceno/Plioceno; Bélgica)
  - Balaena forsythmajori † (Zancliense; Case il Poggio, Italia)
  - Balaena larteti † (Neógeno; Landes, Francia)
  - Balaena macrocephalus † (Langiano; Sos, Francia)
  - Balaena montalionis † (Piacenziense; Casina, Italia).
  - Balaena mysticetus, ballena boreal (Pleistoceno hasta la actualidad)
  - Balaena pampaea † (Calabriense; Formación Pampeana, Bahía Blanca, Argentina)
  - Balaena ricei † (Piacenziano; Rice's Pit, Formación Yorktown, Virginia, Estados Unidos).
  - Balaena simpsoni † (Mioceno/Plioceno; Ancud, Chile)

† = especies extintas
|  | Eubalaena glacialis Ballena franca del Atlántico Norte                                                                              |
|  | |
|  | \| \| Eubalaena japonica Ballena franca del Pacífico Norte \| \| \| \| \| \| Eubalaena australis Ballena franca del Sur \| \| \| \| |
|  | |
|  | Eubalaena japonica Ballena franca del Pacífico Norte                                                                                |
|  | |
|  | Eubalaena australis Ballena franca del Sur                                                                                          |
|  | |

|  | Eubalaena japonica Ballena franca del Pacífico Norte |
|  |                                                      |
|  | Eubalaena australis Ballena franca del Sur           |
|  |                                                      |

|  | Eubalaena glacialis Ballena franca del Atlántico Norte                                                                              |
|  | |
|  | \| \| Eubalaena japonica Ballena franca del Pacífico Norte \| \| \| \| \| \| Eubalaena australis Ballena franca del Sur \| \| \| \| |
|  | |
|  | Eubalaena japonica Ballena franca del Pacífico Norte                                                                                |
|  | |
|  | Eubalaena australis Ballena franca del Sur                                                                                          |
|  | |

|  | Eubalaena japonica Ballena franca del Pacífico Norte |
|  |                                                      |
|  | Eubalaena australis Ballena franca del Sur           |
|  |                                                      |

|  | Eubalaena glacialis Ballena franca del Atlántico Norte                                                                              |
|  | |
|  | \| \| Eubalaena japonica Ballena franca del Pacífico Norte \| \| \| \| \| \| Eubalaena australis Ballena franca del Sur \| \| \| \| |
|  | |
|  | Eubalaena japonica Ballena franca del Pacífico Norte                                                                                |
|  | |
|  | Eubalaena australis Ballena franca del Sur                                                                                          |
|  | |

|  | Eubalaena japonica Ballena franca del Pacífico Norte |
|  |                                                      |
|  | Eubalaena australis Ballena franca del Sur           |
|  |                                                      |

|  | Eubalaena glacialis Ballena franca del Atlántico Norte                                                                              |
|  | |
|  | \| \| Eubalaena japonica Ballena franca del Pacífico Norte \| \| \| \| \| \| Eubalaena australis Ballena franca del Sur \| \| \| \| |
|  | |
|  | Eubalaena japonica Ballena franca del Pacífico Norte                                                                                |
|  | |
|  | Eubalaena australis Ballena franca del Sur                                                                                          |
|  | |

|  | Eubalaena japonica Ballena franca del Pacífico Norte |
|  |                                                      |
|  | Eubalaena australis Ballena franca del Sur           |
|  |                                                      |